# Веселовка (Черниговская область)
Весе́ловка (укр. Веселівка) –  село, расположенное на территории Бахмачского района Черниговской области (Украина).
Население составляет 33 жителя (2006 год). Плотность населения — 277,31 чел/кв.км.
Впервые упоминается в 1650 году.
Село Веселовка находится примерно в 55 км к западу от центра города Бахмач. Средняя высота населённого пункта — 122 м над уровнем моря. Село находится в зоне умеренно континентального климата.
Национальный состав представлен преимущественно украинцами, конфессиональный состав — христианами.